# Épisodes des Nouvelles Aventures de Lucky Luke
 (octobre 2023).
 (août 2024).
La mise en forme du texte ne suit pas les recommandations de Wikipédia : il faut le « wikifier ».
Les points d'amélioration suivants sont les cas les plus fréquents. Le détail des points à revoir est peut-être précisé sur la page de discussion.
- Les titres sont pré-formatés par le logiciel. Ils ne sont ni en capitales, ni en gras.
- Le texte ne doit pas être écrit en capitales (les noms de famille non plus), ni en gras, ni en italique, ni en « petit »…
- Le gras n'est utilisé que pour surligner le titre de l'article dans l'introduction, une seule fois.
- L'italique est rarement utilisé : mots en langue étrangère, titres d'œuvres, noms de bateaux, etc.
- Les citations ne sont pas en italique mais en corps de texte normal. Elles sont entourées par des guillemets français : « et ».
- Les listes à puces sont à éviter, des paragraphes rédigés étant largement préférés. Les tableaux sont à réserver à la présentation de données structurées (résultats, etc.).
- Les appels de note de bas de page (petits chiffres en exposant, introduits par l'outil «  Source ») sont à placer entre la fin de phrase et le point final[comme ça].
- Les liens internes (vers d'autres articles de Wikipédia) sont à choisir avec parcimonie. Créez des liens vers des articles approfondissant le sujet. Les termes génériques sans rapport avec le sujet sont à éviter, ainsi que les répétitions de liens vers un même terme.
- Les liens externes sont à placer uniquement dans une section « Liens externes », à la fin de l'article. Ces liens sont à choisir avec parcimonie suivant les règles définies. Si un lien sert de source à l'article, son insertion dans le texte est à faire par les notes de bas de page.
- La présentation des références doit suivre les conventions bibliographiques. Il est recommandé d'utiliser les modèles {{Ouvrage}}, {{Chapitre}}, {{Article}}, {{Lien web}} et/ou {{Bibliographie}}. Le mode d'édition visuel peut mettre en forme automatiquement les références.
- Insérer une infobox (cadre d'informations à droite) n'est pas obligatoire pour parachever la mise en page.

Pour une aide détaillée, merci de consulter Aide:Wikification.
Si vous pensez que ces points ont été résolus, vous pouvez retirer ce bandeau et améliorer la mise en forme d'un autre article.
 (août 2024).
Si vous disposez d'ouvrages ou d'articles de référence ou si vous connaissez des sites web de qualité traitant du thème abordé ici, merci de compléter l'article en donnant les références utiles à sa vérifiabilité et en les liant à la section « Notes et références ».
Cet article présente le guide des résumés des cinquante-deux épisodes de la série télévisée d'animation française Les Nouvelles Aventures de Lucky Luke. La diffusion a commencé le 16 septembre 2001 jusqu'au 4 mai 2003.

## Épisodes
| № | Titre                             | Réalisation         | Scénario                                | Première diffusion | Code de prod. |
| --- | --------------------------------- | ------------------- | --------------------------------------- | ------------------ | ------------- |
| 1 | Liki Liki                         | Olivier Jean-Marie  | Frank Ekinci                            | 16 septembre 2001  | 101           |
| Le jeune Chinois Tchin-Tchin demande à Lucky Luke de venir en aide à son oncle Li-Tchou, un blanchisseur victime de racketteurs. Ce dernier ayant disparu, Lucky Luke et Tchin-Tchin le remplacent à sa blanchisserie pour mieux enquêter. Les mafieux de la triade du Dragon pourpre auront beau faire, ils n'arriveront pas à vaincre l'honorable Liki Liki (Lucky Luke) ni son cheval Jolly Jolly (Jolly Jumper). |                                   |                     |                                         |                    |               |
| 2 | Lucky Luke en Alaska              | Olivier Jean-Marie  | Frank Ekinci                            | 17 septembre 2001  | 102           |
| Pour régler ses dettes de jeu, le Tsar de toutes les Russies doit vendre l'Alaska. Responsable de la transaction, le sénateur américain Henri Seward demande à Lucky Luke de l'escorter. Pendant le voyage, Ralph Bargain, un faux-ami de Seward, tentera de voler l'argent de la vente. Pour Lucky Luke, la route de l'Alaska sera truffée d'embûches, de révolutionnaires et... d'un ours polaire qui lui sera d'une aide très précieuse. |                                   |                     |                                         |                    |               |
| 3 | Les Dalton contre Sherlock Holmes | Olivier Jean-Marie  | Yves Coulon                             | 18 septembre 2001  | 103           |
| Exaspéré par l'incroyable complexe de supériorité de la Reine Victoria, le Président Grant lance un défi à Sa Gracieuse Majesté : Lucky Luke contre Sherlock Holmes. L'enjeu : rattraper les Dalton. Une rencontre surprenante, détonante, saugrenue entre deux héros de légende, où le « so british » détective se révélera parfois sous un jour insolite à notre cow-boy solitaire. |                                   |                     |                                         |                    |               |
| 4 | Lucky Luke contre Lucky Luke      | Olivier Jean-Marie  | Frank Ekinci                            | 20 septembre 2001  | 104           |
| Elmer Rotten (jeu de mots car rotten signifie « pourri » en anglais), un escroc passé maître dans l'art du déguisement, se fait passer pour Lucky Luke et monte des arnaques lucratives. Sa tête mise à prix, Lucky Luke - le vrai - se voit donc lancé à sa poursuite. Pour Rantanplan, le chien le plus stupide de l'Ouest, Elmer Rotten est bien le vrai Lucky Luke, et il ne laissera personne s'attaquer à son maître. |                                   |                     |                                         |                    |               |
| 5 | Lumière dans l'Ouest              | Olivier Jean-Marie  | Olivier Jean-Marie, Jean-Luc Fromental  | 21 septembre 2001  | 105           |
| Après une rencontre mémorable avec les inventeurs du cinématographe, les frères Lumière, Lucky Luke décide de les escorter et de les protéger pour le tournage du 1er film sur l'Ouest mythique. Dans la petite ville de Hollywood où les deux Français s'installent avec notre cow-boy solitaire, la population s'enthousiasme pour ce nouveau divertissement qui provoque jalousie et convoitise. |                                   |                     |                                         |                    |               |
| 6 | Ni Dalton, ni maître              | Aziza Ghalila       | Jean-François Henri, Jean-Luc Fromental | 21 septembre 2001  | 106           |
| Lucky Luke fait la rencontre de Illitch Zakouski, un pacifiste souhaitant bâtir Freedonia, un monde sans profiteur et sans propriétaire. De l'autre côté, après une nouvelle évasion, les Dalton trouvent refuge à Freedonia, où nul ne peut être arrêté selon les règles de Zakouski. Voyant l'opportunité rêvée de ne pas se faire de nouveau arrêter, les Dalton restent jusqu'à l'arrivée d'un nouveau compagnon, Lucky Luke. |                                   |                     |                                         |                    |               |
| 7 | Roulette indienne                 | Jean-Luc Fromental  | Jean-François Henri, Jean-Luc Fromental |                    | 107           |
| Au Nevada, le magnat du jeu Poker Face, un individu peu scrupuleux, parvient à faire accorder le droit au jeu dans la région. Pour cela, il a passé un accord avec la tribu des Hommes Justes et son chef Aigle Intègre contre un approvisionnement en eau potable. Mais cette situation va faire dégénérer la vie au sein de la tribu et Aigle Intègre n'a nul autre choix que de demander de l'aide à son frère, Lucky Luke. |                                   |                     |                                         |                    |               |
| 8 | Fort Custer                       | Olivier Jean-Marie  | Jean-François Henri, Jean-Luc Fromental |                    | 108           |
| Le général Custer arrive dans la région de Nothing Gulch. Dans le but de ravir la présidence au général Grant, il souhaite créer une nouvelle guerre indienne avec la tribu des Hommes Justes, qui sont pacifiques. Évidemment, Lucky Luke va tout faire pour que cela n'arrive pas. |                                   |                     |                                         |                    |               |
| 9 | Le trésor des Dalton              | Jean-François Henri | Jean-François Henri, Jean-Luc Fromental |                    | 109           |
| Les Dalton parviennent à s'évader avec Faria, un prisonnier mythomane qui prétend où se cache le trésor de Cibola, un fabuleux trésor amassé par une tribu indienne. Lucky Luke sera évidemment chargé de les ramener, mais l'affaire du trésor de Cibola va attiser bien des convoitises. |                                   |                     |                                         |                    |               |
| 10 | L'homme volant                    | Olivier Jean-Marie  | Jean-François Henri, Jean-Luc Fromental |                    | 110           |
| À la poursuite d'un dangereux voleur surnommé Peppermint, Lucky Luke arrive dans la commune de Slumberville, une commune assez étrange habité par le révérend Rightstuff, un inventeur de machines volantes et son actionnaire, le baron Von Flaps. Suspectant le baron d'être Peppermint, Lucky Luke va donc s'infiltrer dans l'entourage du révérend et même passer son baptême de l'air |                                   |                     |                                         |                    |               |
| 11 | Pour une poignée de Dalton        | Olivier Jean-Marie  | Jean-François Henri, Jean-Luc Fromental |                    | 111           |
| Les Dalton se sont de nouveau évadés et parviennent à rejoindre la ville de Vada Loca. Sur place, ils se nourrissent d'un taureau qui était le participant d'une compétition de bétail. Leurs têtes sont aussitôt mises à prix par John Glutton, l'éleveur du taureau, à 400 000 dollars. Lucky Luke devra déjouer cette rançon pour ramener les Dalton au pénitencier, mais devra aussi faire face à Rattlesnake, un chasseur de primes sans scrupules. |                                   |                     |                                         |                    |               |
| 12 | Les héritiers                     | Olivier Jean-Marie  | Jean-François Henri, Jean-Luc Fromental |                    | 112           |
| C'est le grand rodéo annuel de Nothing Gulch, mais tous les participants déclarent mystérieusement forfaits. En réalité, ils ont été achetés par deux frères jumeaux, héritiers du roi de Poldavie, qui remportent donc le rodéo. Mais les deux frères doivent également arrêter un hors-la-loi et amener le scalp d'un Indien pour être déclaré vainqueur d'un tournoi qui déterminera lequel des deux héritera du trône. Évidemment, Lucky Luke ne laissera pas ce scénario se produire. |                                   |                     |                                         |                    |               |
| 13 | Les indiens Dalton                | Olivier Jean-Marie  | Jean-François Henri, Jean-Luc Fromental |                    | 113           |
| Joe Dalton sauve involontairement Mulot Gourmand, le fils de Castor Hargneux, chef de la tribu des Bras Cassés. Par conséquent, Joe et ses frères sont frères de sang avec Mulot Gourmand, font partie intégrante de la tribu et ne peuvent plus être arrêtés par Lucky Luke. Voyant l'aubaine de se débarrasser de Lucky Luke, le plan des Dalton va tourner court quand Lucky Luke sauvera à son tour Mulot Gourmand et deviendra frères de sang des Dalton. |                                   |                     |                                         |                    |               |
| 14 | Les derniers bisons               | Jean-François Henri | Jean-François Henri, Jean-Luc Fromental |                    | 114           |
| À la suite de la disparition des bisons dans l'Ouest, le gouvernement a décidé de les réintégrer dans son milieu naturel. Lucky Luke est chargé d'escorter deux bisons élevés en captivité dans le Wyoming. Mais sur sa route vont se dresser Buffalo Bill et J.J Misdeal, les deux fines gâchettes de l'Ouest, mais aussi les Indiens, qui veulent de nouveau se nourrir de bisons. |                                   |                     |                                         |                    |               |
| 15 | Justice pour les Dalton           | Jean-François Henri | Jean-François Henri, Jean-Luc Fromental |                    | 115           |
| Les Dalton reçoivent la visite de Brad Alimony, un avocat qui va se charger de leur défense. Avec des méthodes douteuses, mais légales, il parvient à faire libérer les Dalton et à les blanchir pour chaque délit réalisé. De plus, ils parviendront même à faire arrêter Lucky Luke et l'emprisonner. Lucky Luke devra arrêter cela pour aider les habitants, quitte à être hors-la-loi. |                                   |                     |                                         |                    |               |
| 16 | Le Noël des Dalton                | Jean-François Henri | Jean-François Henri, Jean-Luc Fromental |                    | 116           |
| À la suite d'une bourde d'Averell, les Dalton parviennent à s'évader le jour de Noël. Ils parviennent à subtiliser des déguisements de Père Noël à des commerciaux de Cactus Tonic. Avec ces déguisements, ils parviennent à dévaliser la banque de Nothing Gulch et à tromper la vigilance de Lucky Luke. Mais Averell fait l'erreur de planquer le magot dans un des paquets cadeaux et distribue ensuite ceux-ci à la population. Les Dalton vont tout faire pour retrouver le cadeau, tout en échappant à Lucky Luke. |                                   |                     |                                         |                    |               |
| 17 | Les Dalton se déchaînent          | Jean-François Henri | Jean-François Henri, Jean-Luc Fromental |                    | 117           |
| Lors du spectacle annuel du pénitencier, Averell menotte Joe et Lucky Luke avec des menottes indestructibles. Or, ces menottes n'appartiennent pas au pénitencier, mais à un fabricant du nom de Longneck. Lucky Luke et Joe vont devoir voyager ensemble pour retrouver le fabricant, mais devront faire avec les autres frères Dalton à leurs trousses, mais aussi au général Custer, qui oblige Longneck à lui construire un char indestructible. |                                   |                     |                                         |                    |               |
| 18 | Vautours dans la plaine           | Jean-François Henri | Jean-François Henri, Jean-Luc Fromental |                    | 118           |
| Dans la commune de Coffin Gulch, où Lucky Luke s'est arrêté pour superviser le rassemblement du bétail, le taux de mortalité a atteint le zéro absolu, suscitant la colère du syndicat des croque-morts. Un croque-mort du nom de Deadflower est envoyé sur place pour augmenter la mortalité. En sa présence, Coffin Gulch se transforme en vrai champ de bataille. Lucky Luke devra donc arrêter les frais... funéraires. |                                   |                     |                                         |                    |               |
| 19 | Un papa pour les Dalton           | Jean-François Henri | Jean-François Henri, Jean-Luc Fromental |                    | 119           |
| Les Dalton apprennent une grande nouvelle, Ma Dalton va se marier. Fou de rage, Joe veut s'évader pour faire la peau au bellâtre. Mais l'administration pénitentiaire accorde un congé au Dalton pour assister à la cérémonie, sous la surveillance de Lucky Luke. Lucky Luke devra donc surveiller non seulement Joe, mais aussi le fiancé de Ma, qui s'intéresse d'un peu trop près à sa fortune. |                                   |                     |                                         |                    |               |
| 20 | Les Promises                      | Jean-François Henri | Jean-François Henri, Jean-Luc Fromental |                    | 120           |
| Lucky Luke fait la rencontre des sœurs Donahue, deux Irlandaises aux caractères bien trempés qui souhaitent se rendre en Californie pour retrouver leurs futurs maris. Ils arrivent dans la ville de Independance, une ville de chercheurs d'or qui vont tout faire pour s'attirer les faveurs des demoiselles. Cela va donner du fil à retordre à Lucky Luke qui doit faire aussi avec la tribu des Têtes Retournées, une tribu indienne pour le moins... étrange. |                                   |                     |                                         |                    |               |
| 21 | Desperados Union                  | Jean-François Henri | Jean-François Henri, Jean-Luc Fromental |                    | 121           |
| La ville de Nuggets Town est la proie de Blacknail, un banquier véreux qui escroque les prospecteurs d'or grâce aux bandits locaux. Old Timer, excédé par la situation, sollicite l'aide de Lucky Luke pour transporter son or grâce à un fourgon blindé. Le plan est un succès, mais va susciter la colère des bandits locaux et des commerçants qui perdent leurs sources de revenus. Lucky Luke devra donc trouver un compromis adapté pour tous. |                                   |                     |                                         |                    |               |
| 22 | Fantômes et Cornemuses            | Jean-François Henri | Jean-François Henri, Jean-Luc Fromental |                    | 122           |
| Lors de son arrivée à O'City, Lucky Luke est accueilli par le clan McLoud, un clan d'écossais. Mais le cow-boy va rapidement se retrouver au milieu d'un conflit entre le clan, les Irlandais de O'City et la tribu indienne du coin. Lucky Luke va devoir redoubler d'effort pour faire revenir le calme. |                                   |                     |                                         |                    |               |
| 23 | Le Commodore                      | Jean-François Henri | Jean-François Henri, Jean-Luc Fromental |                    | 123           |
| Lucky Luke sauve la vie du Commodore, l'homme le plus riche des États-Unis. Invité à bord de son train, Lucky Luke voit le Commodore acheter toutes les gares de la région, mais un certain Cavalier Noir met tout en œuvre pour saboter les projets du Commodore. Lucky Luke va tout faire pour découvrir l'identité du Cavalier Noir et surtout pourquoi ces sabotages contre le Commodore. |                                   |                     |                                         |                    |               |
| 24 | Don Quichotte del Texas           | Jean-François Henri | Jean-François Henri, Jean-Luc Fromental |                    | 124           |
| Lucky Luke sauve un homme de la pendaison. Mais cet homme qui n'a plus tout sa tête se prend pour Don Quichotte. Ce dernier va s'éprendre de Milky, une employée de saloon ruinée par un bandit local et veut la venger à la manière de Don Quichotte. Lucky Luke devra tout faire pour ramener l'homme à la raison. |                                   |                     |                                         |                    |               |
| 25 | La bataille                       | Jean-François Henri | Jean-François Henri, Jean-Luc Fromental |                    | 125           |
| Sneeze, un journaliste américain, a été enlevé par un dénommé El Coyote au Mexique. Sur ordre du président, Lucky Luke est dépêché sur place pour le libérer. Mais le cowboy se rend compte que tout ceci est un immense mensonge de la part du journaliste qui souhaitait se couvrir de gloire. Mais les événements vont prendre une tournure inattendue quand un Mexicain va réellement enlever Sneeze, dans le but de devenir El Coyote, le terrible bandit dont Sneeze a écrit un article calomnieux pour se couvrir de gloire. |                                   |                     |                                         |                    |               |
| 26 | La cavale                         | Jean-François Henri | Jean-François Henri, Jean-Luc Fromental |                    | 126           |
| Calamity Jane est recherché pour le braquage de multiples banques. Celle-ci va solliciter l'aide de son ami de longue date Lucky Luke pour l'innocenter, car le braquage a été commis par Phil Sidious, un associé de Calamity Jane et escroc notoire. Pour échapper à la vigilance des autorités, nos deux amis vont se faire passer pour des riches gens de Boston. Mais le caractère impétueux de Calamity Jane rend le voyage très mouvementé. |                                   |                     |                                         |                    |               |
| 27 | Lola Montès                       | Jean-François Henri | Jean-François Henri, Jean-Luc Fromental |                    | 127           |
| Lucky Luke fait la rencontre de Lola Montès qui a fait l'acquisition d'une mine d'or. Avisée par le cowboy que la mine ne contient plus d'or depuis des années, celle-ci décide de chanter dans les saloons. Elle rencontre un succès immédiat, si bien que des indélicats s'en prennent à elle. Heureusement, Lucky Luke veille au grain et la chanteuse commence à s'éprendre du cowboy solitaire. |                                   |                     |                                         |                    |               |
| 28 | La Bête de l'Alabama              | Jean-François Henri | Jean-François Henri, Jean-Luc Fromental |                    | 128           |
| Lucky Luke arrive dans la ville de Grass Valley, une ville obsédée par le bœuf. Il y fait la rencontre de Donald Birdnose, un éleveur de moutons qui se font enlever par La Bête. Lucky Luke va rapidement accuser les habitants de la ville, très laxistes sur la situation, d'être à l'origine des enlèvements, d'autant plus que ceux-ci détestent les moutons et ne vivent que pour la viande de bœuf. |                                   |                     |                                         |                    |               |
| 29 | Les Dalton voient double          | Jean-François Henri | Jean-François Henri, Jean-Luc Fromental |                    | 129           |
| Lucky Luke empêche le braquage de la banque de Crooked Gulch par les frères Dalton... ou plutôt les frères Looney, une troupe de comédiens qui ont organisé un faux braquage pour divertir la population. Mais tout va se compliquer lorsque les vrais Dalton s'évadent et croisent la route de leurs sosies. Lucky Luke, à un contre huit, va devoir redoubler d'ingéniosité pour remettre les Dalton sous les verrous. |                                   |                     |                                         |                    |               |
| 30 | Un canon pour les Dalton          | Jean-François Henri | Jean-François Henri, Jean-Luc Fromental |                    | 130           |
| Le président Grant fait amener au colonel Oswald un prototype de canon superpuissant pour des essais. Mais son canon est tellement puissant qu'il échappe au contrôle de l'armée pour arriver entre les mains des Dalton. Totalement épris du canon, Joe subtilise le canon pour braquer toutes les banques de l'ouest, mais devra faire aussi avec les Indiens, qui veulent contrôler le canon pour anéantir le colonel Oswald. Entre l'armée, les Dalton et les Indiens, Lucky Luke aura fort à faire pour désamorcer la situation. |                                   |                     |                                         |                    |               |
| 31 | Romance indienne                  | Jean-François Henri | Jean-François Henri, Jean-Luc Fromental |                    | 131           |
| Lucky Luke est envoyé par le gouverneur pour calmer des tensions entre le Capitaine McAllister et Bison Mal Embouché, le chef d'une tribu comanche. Mais Lucky Luke se rend compte que la tension est liée à une relation amoureuse entre la mère du capitaine et le père du chef de la tribu, qui veulent se marier. Lucky Luke va devoir aider les deux tourtereaux à vivre pleinement leur amour. |                                   |                     |                                         |                    |               |
| 32 | Les Dalton fantômes               | Jean-François Henri | Jean-François Henri, Jean-Luc Fromental |                    | 132           |
| Une erreur administrative fait que les Dalton sont déclarés morts. Le directeur de la prison les flanque à la porte. Évidemment, les Dalton profitent de l'aubaine pour semer la terreur. Lucky Luke devra donc les ramener au pénitencier, mais sera accompagné dans sa tâche par deux médiums complètement loufoques qui souhaitent à tout prix prendre les fantômes des Dalton en photo, quitte à rendre la mission de Lucky Luke au pénitencier, plus difficile. |                                   |                     |                                         |                    |               |
| 33 | Le gang des loupiots              | Jean-François Henri | Jean-François Henri, Jean-Luc Fromental |                    | 133           |
| Deux enfants de Groundhog City sont fascinés par le livre d'un éditeur relatant la légende de Billy the Kid, un héros courageux et intrépide. Mais pendant ce temps, le vrai Billy the Kid, un marmot capricieux et méchant, arrive en ville à la suite de sa capture par Lucky Luke. Le jeune bandit va profiter de la naïveté des jeunes garçons pour s'évader. Lucky Luke va donc non seulement devoir rattraper Billy the Kid, mais aussi les deux enfants qui vont se rendre compte que Billy the Kid n'est pas le héros tel décrit dans leur livre préféré. |                                   |                     |                                         |                    |               |
| 34 | Les Dalton montent en l'air       | Jean-François Henri | Jean-François Henri, Jean-Luc Fromental |                    | 134           |
| Les Dalton sont aidés par les frères Klaused pour une évasion. Le plan des frères est de montrer l'efficacité de leur nouveau modèle de coffre-fort, en montrant que même les Dalton ne peuvent pas l'ouvrir. Évidemment, les Dalton, eux, ne se font pas prier pour détourner la montgolfière des frères et pour commettre leurs méfaits. Lucky Luke sera donc chargé de refaire descendre les Dalton sur Terre. |                                   |                     |                                         |                    |               |
| 35 | Custermania                       | Jean-François Henri | Jean-François Henri, Jean-Luc Fromental |                    | 135           |
| La ville d'Anger Gulch est en effervescence. La course électorale bat son plein entre le général Custer et le président Grant. Mais Lucky Luke, en arrivant en ville, recueille toute la popularité des habitants. De plus, à cause de Rantanplan, la côte du général s'effondre. Celui-ci se décide à l'éliminer, ce dont Lucky Luke va tout faire pour l'en empêcher. |                                   |                     |                                         |                    |               |
| 36 | Jackpot pour les Dalton           | Jean-François Henri | Jean-François Henri, Jean-Luc Fromental |                    | 136           |
| Au pénitencier, Averell est subitement frappé par la foudre et développe une intelligence incroyable. Il réussit sans aucune difficulté à se faire évader avec ses frères et s'impose comme le chef de la fratrie, au grand dam de Joe. Mais Averell souhaite organiser le braquage le plus ambitieux de l'histoire, celui de Fort Knox. L'intelligence d'Averell réussit même à mettre en difficulté Lucky Luke, qui devra lutter à cerveaux égals contre les Dalton, mais pourra compter sur Rantanplan, qui deviendra lui aussi intelligent après avoir été frappé par la foudre. |                                   |                     |                                         |                    |               |
| 37 | La théorie martienne              | Jean-François Henri | Jean-François Henri, Jean-Luc Fromental |                    | 137           |
| Dans la ville de Cactus Hole, d'étranges événements ont lieu comme des lumières bizarres qui tournoient ou encore des vaches qui disparaissent subitement. Rapidement, les habitants croient immédiatement à une menace extraterrestre. Peu convaincu par cette théorie, Lucky Luke va mener son enquête aidé de Miss Skippy, une spécialiste complètement myope des phénomènes extraterrestres. |                                   |                     |                                         |                    |               |
| 38 | Les Dalton cow-boys               | Jean-François Henri | Jean-François Henri, Jean-Luc Fromental |                    | 138           |
| Lucky Luke fait la rencontre de Sam Twistfeller, l'éleveur le plus riche du Texas, qui lui soumet un projet, la réinsertion par le travail pour les Dalton. D'abord contre cette idée, Lucky Luke finit par accepter. Sur place, les Dalton découvrent les rudes conditions de travail, mais Joe voit l'opportunité rêvée de fuir avec le magot de l'éleveur lorsque Cynthia, sa fille, se retrouve éprise d'Averell. Lucky Luke devra non seulement gérer les Dalton mais aussi la fille de Sam au caractère volcanique, surtout quand elle découvre qu'Averell préfère rester avec ses frères que d'être réciproque aux sentiments de Cynthia.                                            |                                   |                     |                                         |                    |               |
| 39 | Les espions                       | Jean-François Henri | Jean-François Henri, Jean-Luc Fromental |                    | 139           |
| Horace Twinface, un ancien agent du gouvernement, vole un prototype de costume rendant son propriétaire insensible aux balles. Otto Bretzel, l'inventeur, convoque Lucky Luke pour l'aider à récupérer son invention. En effet, le but d'Horace est de revendre le costume à un général Mexicain mégalomane et ainsi provoquer la guerre entre le Mexique et les États-Unis. Lucky Luke devra arrêter ceci, tandis qu'Horace va se rendre que même les gadgets les plus sophistiqués ne peuvent rien face à la débrouillardise de Lucky Luke et de Jolly Jumper. |                                   |                     |                                         |                    |               |
| 40 | Charity Dalton                    | Jean-François Henri | Jean-François Henri, Jean-Luc Fromental |                    | 140           |
| Les Dalton parviennent de nouveau à s'évader et réussissent à rejoindre l'Utah, le seul état américain où ils ne sont pas recherchés. Ils croisent sur leur chemin Bob Goodfellow, un escroc utilisant le prétexte des œuvres de charité pour extorquer de l'argent aux gens. Ils parviennent donc à une ville très pieuse où nos escrocs vont sévir. Évidemment, Lucky Luke devra tout faire pour arrêter cela et ramener les Dalton de l'autre côté de la frontière et empêcher les habitants de Charity Creek d'être les victimes de l'arnaque de Bob et des Dalton. |                                   |                     |                                         |                    |               |
| 41 | Dalton Junior                     | Jean-François Henri | Jean-François Henri, Jean-Luc Fromental |                    | 141           |
| Lors de leur fuite, les Dalton sont accostés par une femme poursuivie par des bandits, qui leur confie un bébé. Rapidement, Joe souhaite l'abandonner, mais va s'en servir pour demander une rançon. Mais ce bébé attire beaucoup de convoitises entre Joe qui s'est attaché à l'enfant, les bandits qui veulent kidnapper l'enfant, la femme qui cherche à le récupérer, et un couple de fermiers sans enfants. Lucky Luke devra démêler la vérité et les raisons pour lesquels cet enfant est convoité. |                                   |                     |                                         |                    |               |
| 42 | Les trappeurs                     | Jean-François Henri | Jean-François Henri, Jean-Luc Fromental |                    | 142           |
| Lucky Luke est à la poursuite de Ralph Noway, un dangereux bandit, mais celui-ci s'échappe à cause de la maladresse de Hermann Flood, un trappeur local. Lucky Luke arrive à Skin City, où un concours de trappeurs a lieu avec une récompense de 10 000 dollars. Sentant que Ralph Noway convoite cet argent, Lucky Luke s'inscrit à ce concours et choisit comme partenaire Hermann Flood, un trappeur maladroit, bavard et complètement narcissique. |                                   |                     |                                         |                    |               |
| 43 | La vengeance des Dalton           | Jean-François Henri | Jean-François Henri, Jean-Luc Fromental |                    | 143           |
| Lucky Luke réussit à arrêter Pat Poe, un magicien adapte de l'hypnose et des tours malhonnêtes. Enfermé dans le même pénitencier que les Dalton, ces derniers vont s'associer avec le malfaiteur pour s'évader. Joe, par ailleurs, espère utiliser les pouvoirs de l'hypnotiseur pour se débarrasser une bonne fois pour toutes de Lucky Luke, tandis qu'Averell compte profiter de la présence de Pat Poe pour apprendre à devenir hypnotiseur lui aussi. |                                   |                     |                                         |                    |               |
| 44 | La guerre des toubibs             | Jean-François Henri | Jean-François Henri, Jean-Luc Fromental |                    | 144           |
| Lucky Luke arrive à Digger Point, la ville la plus malade de l'Ouest à cause de la fièvre de la mine. Sur place, il va se retrouver au centre d'une véritable guerre de docteurs : Li Ping Pik pratique la médecine chinoise, la Dr Witty Titfeather pratique la médecine traditionnelle tandis que le charlatan Dr Doxey vend de dangereux breuvages pour amasser le plus d'argent possible. Lucky Luke devra donc réussir à faire cohabiter deux médecines différentes tout en faisant arrêter le Dr Doxey. |                                   |                     |                                         |                    |               |
| 45 | Les Dalton contre Billy the Kid   | Jean-François Henri | Jean-François Henri, Jean-Luc Fromental |                    | 145           |
| Billy the Kid arrive au pénitencier des Dalton et devient rapidement la star no 1 parmi les prisonniers. Furieux, Joe Dalton, sur une idée d'Averell, lance un pari à Billy the Kid. Celui qui descendra Lucky Luke devient le plus grand bandit de l'ouest. Rapidement, la population prend connaissance du pari et tout le monde mise sur celui qui descendra Lucky Luke. Seul contre tous, Lucky Luke devra mettre un terme à ce pari. |                                   |                     |                                         |                    |               |
| 46 | Témoin à charge                   | Jean-François Henri | Jean-François Henri, Jean-Luc Fromental |                    | 146           |
| Smiley Laughter, un bandit doit être jugé vis à vis d'un crime. Le seul témoin en vie, Oscar Tinyboots, un professeur spécialisé dans les escargots, doit être entendu à Saint-Bob. Lucky Luke sera chargé de l'escorte, lui et sa femme Minnie, tout en évitant les chasseurs de primes qui veulent la peau du témoin. |                                   |                     |                                         |                    |               |
| 47 | Un os pour les Dalton             | Jean-François Henri | Jean-François Henri, Jean-Luc Fromental |                    | 147           |
| De retour au pénitencier avec les Dalton, Lucky Luke s'aperçoit de travaux pour permettre l'enterrement de la ligne du télégraphe. Thomas Petsec, un contremaître fourbe et malhonnête, entreprend les travaux. Mais des travaux dans le pénitencier font état de vestiges indiens qui coûtent une fortune. Les travaux sont stoppés et l'archéologue Hill Radoth est dépêché pour vérifier l'authenticité de ces vestiges. Mais Lucky Luke aura du pain sur la planche entre le contremaître qui veut se débarrasser des vestiges, la tribu des Pieds Plats qui veulent récupérer leur vestige, mais aussi les Dalton qui veulent voler les vestiges, il ne sera plus où donner de la tête |                                   |                     |                                         |                    |               |
| 48 | Le talisman des grands nez        | Jean-François Henri | Jean-François Henri, Jean-Luc Fromental |                    | 148           |
| L'archéologue Hill Radoth parvient à mettre la main sur la momie du roi Azthicotec et son talisman. Avec l'aide de Lucky Luke, ils va transporter cette momie jusqu'à Santa Fé. Mais la momie est convoitée par Belette Timorée, un Indien mégalomane qui veut récupérer le talisman pour son pouvoir, par Rocky Blitz, un croque-mort voulant percer le secret des embaumeurs et la tribu des Grands Nez qui veulent récupérer leur ancêtre. |                                   |                     |                                         |                    |               |
| 49 | Soldats Dalton                    | Jean-François Henri | Jean-François Henri, Jean-Luc Fromental |                    | 149           |
| La fille du colonel Morton a été enlevé par la tribu des Têtes Felées. Le colonel veut donc dépêcher un régiment composé de prisonniers volontaires. Évidemment, les Dalton voient l'opportunité de se faire la belle, mais Lucky Luke sera chargé en qualité de scout de mener le régiment vers la tribu indienne, qui souhaitent se débarrasser de la fille du colonel dont Loup Cinglé est amoureux. |                                   |                     |                                         |                    |               |
| 50 | Le retour de Liki Liki            | Jean-François Henri | Jean-François Henri, Jean-Luc Fromental |                    | 150           |
| Meredith, un jeune éleveur noir, passe par la commune de Leek Gulch, une ville très peu tolérante envers les étrangers. Rapidement, le shérif Mo lui confisque sa vache et lui inflige une amende pour des motifs ridicules. Tchin Tchin, devenu US Marshall, est dépêché sur place pour régler ce litige, mais cela ne suffit pas et il décide donc de faire venir Lucky Luke pour mettre fin au racisme dans cette ville. |                                   |                     |                                         |                    |               |
| 51 | Sequoia Bay                       | Jean-François Henri | Jean-François Henri, Jean-Luc Fromental |                    | 151           |
| Un pont ferroviaire doit être construit sur le canyon de Séquoia Bay. Mais la question se pose, un pont en bois ou en fer ? Pour cela, un concours est organisé pour savoir quel pont sera utilisé. Lucky Luke sera chargé d'escorter Al Dente, l'architecte italien du pont de fer, tout en évitant les coups bas du contremaître du pont de bois. |                                   |                     |                                         |                    |               |
| 52 | Le maître d'école                 | Olivier Jean-Marie  | Frank Ekinci                            |                    | 152           |
| Lucky Luke est chargé d'escorter un instituteur dans une ville où il n'est pas le bienvenu. Tandis que Lucky Luke et l'instituteur vont éduquer les habitants de Raw Gulch, Lucky Luke va devoir aussi affronter, Jim Ilarious Borich, un bandit qui terrorise la population avec son gang de hors-la-loi. |                                   |                     |                                         |                    |               |